# Kulturkonflikttheorie
Die kriminologische Kulturkonflikttheorie geht auf den US-amerikanischen Kriminologen Thorsten Sellin zurück und bezog sich anfangs hauptsächlich auf amerikanische Einwanderer-Kriminalität aus der Zwischenkriegszeit. Es wird zwischen äußerem und innerem Kulturkonflikt unterschieden. Ein äußerer Kulturkonflikt liegt vor, wenn die Normen des Heimatlandes von denen des Einwanderungslandes abweichen. Ein innerer Kulturkonflikt entsteht durch allgemeine Anpassungsprobleme. Die Bedeutung von äußeren kriminogenen, also kriminalitätsfördernden, Kulturkonflikten wird in der zeitgenössischen deutschsprachigen Kriminologie relativiert.

## Äußerer kriminogener Kulturkonflikt
Bei einem äußeren kriminogenen Kulturkonflikt würde man sich bei Befolgung der Werte und Normen aus der Heimatkultur in Widerspruch zu den strafrechtlichen Bestimmungen des Einwanderungslandes stellen. Dafür gibt es wenige Anhaltspunkte, weil die unterschiedlichen Kulturen sich in der Ächtung der Kern-Kriminalität kaum voneinander unterscheiden. Kriminalitätsfördernd auswirken können sich jedoch Institutionen wie die süditalienische Vendetta oder unterschiedliche Ehrbegriffe (auch im Verhältnis zu sexuellen Handlungen).
Gegen die Gültigkeit der These vom äußeren kriminogenen Kulturkonflikt spricht empirisch, dass in Deutschland nicht die Immigranten der ersten Generation, sondern die der nachfolgenden Generationen überproportional polizeilich wegen Straftaten registriert werden. Gemäß der These müsste aber die Bedeutung von Normen und Werten des Herkunftslandes bei den nachfolgenden Generationen schwinden.

## Innerer kriminogener Kulturkonflikt
Der innere kriminogene Kulturkonflikt meint die Situationen derer, die in einer fremden Kultur unter Anpassungsdruck geraten (zum Beispiel: Sprachprobleme, Schulprobleme) und aus der entstehenden Stress-Situation heraus Straftaten begehen (die aber auch in ihrem Herkunftsland Straftaten wären). Michael Bock nennt als Anlass solcher Konflikte die „objektiven Benachteiligungen, die Fremden oft auferlegt werden“, zweifelt aber daran, dass solche Benachteiligungen noch Kulturkonflikt genannt werden können.